# Polymastia megasclera
Polymastia megasclera är en svampdjursart som beskrevs av Burton 1934. Polymastia megasclera ingår i släktet Polymastia och familjen Polymastiidae. Inga underarter finns listade.